# Olympische Sommerspiele 1988/Teilnehmer (Aruba)
| Gelbes Symbol für Goldmedaillen mit stilisierten Olympischen Ringen | Graues Symbol für Silbermedaillen mit stilisierten Olympischen Ringen | Braundes Symbol für Bronzemedaillen mit stilisierten Olympischen Ringen |
| ------------------------------------------------------------------- | --------------------------------------------------------------------- | ----------------------------------------------------------------------- |
| —                                                                   | —                                                                     | —                                                                       |

Aruba nahm an den Olympischen Sommerspielen 1988 in Seoul mit einer Delegation von acht Sportlern, vier Männer und vier Frauen, teil. Es war die erste Teilnahme Arubas an Olympischen Spielen. Zum Fahnenträger bei der Eröffnungsfeier wurde der Judoka Bito Maduro gewählt.

## Teilnehmer nach Sportarten

### Boxen
| Athleten      | Wettbewerb        | 1. Runde             | 1. Runde                         | Achtelfinale  | Achtelfinale  | Viertelfinale | Viertelfinale | Halbfinale    | Halbfinale    | Finale        | Finale        | Rang |
| Athleten      | Wettbewerb        | Gegner               | Ergebnis                         | Gegner        | Ergebnis      | Gegner        | Ergebnis      | Gegner        | Ergebnis      | Gegner        | Ergebnis      | Rang |
| ------------- | ----------------- | -------------------- | -------------------------------- | ------------- | ------------- | ------------- | ------------- | ------------- | ------------- | ------------- | ------------- | ---- |
| Herren        |                   |                      |                                  |               |               |               |               |               |               |               |               |      |
| Jeffrey Nedd  | Halbschwergewicht | Joseph Akhasamba     | technischer K.O. in der 2. Runde | ausgeschieden | ausgeschieden | ausgeschieden | ausgeschieden | ausgeschieden | ausgeschieden | ausgeschieden | ausgeschieden | 17   |
| Hubert Wester | Halbweltergewicht | Martin D'Ongo Ebanga | technischer K.O. in der 1. Runde | ausgeschieden | ausgeschieden | ausgeschieden | ausgeschieden | ausgeschieden | ausgeschieden | ausgeschieden | ausgeschieden | 32   |

### Fechten
| Athleten      | Wettbewerb     | 1. Runde | 1. Runde  | 2. Runde      | 2. Runde      | Achtelfinale  | Achtelfinale  | Viertelfinale | Viertelfinale | Halbfinale    | Halbfinale    | Finale        | Finale        | Rang |
| Athleten      | Wettbewerb     | Gegner | Ergebnis  | Gegner        | Ergebnis      | Gegner        | Ergebnis      | Gegner        | Ergebnis      | Gegner        | Ergebnis      | Gegner        | Ergebnis      | Rang |
| ------------- | -------------- | --- | --------- | ------------- | ------------- | ------------- | ------------- | ------------- | ------------- | ------------- | ------------- | ------------- | ------------- | ---- |
| Herren        |                | |           |               |               |               |               |               |               |               |               |               |               |      |
| Austin Thomas | Florett Einzel | Niederlagen gegen Bogusław Zych (0:5) Liu Yunhong (0:5) Robert Davidson (3:5) Choy Kam Shing (1:5) Sieg gegen Joachim Wendt (5:2)  | 1:4 Siege | ausgeschieden | ausgeschieden | ausgeschieden | ausgeschieden | ausgeschieden | ausgeschieden | ausgeschieden | ausgeschieden | ausgeschieden | ausgeschieden | 58   |
| Austin Thomas | Degen Einzel   | Niederlagen gegen Lars Winter (0:5) Mychajlo Tyschko (3:5) Martin Brill (0:5) Axel Birnbaum (2:5) Sieg gegen Tang Wing Keung (5:4) | 1:4 Siege | ausgeschieden | ausgeschieden | ausgeschieden | ausgeschieden | ausgeschieden | ausgeschieden | ausgeschieden | ausgeschieden | ausgeschieden | ausgeschieden | 70   |

### Judo
| Athleten    | Wettbewerb    | 1. Runde Round of 64 | 1. Runde Round of 64 | 2. Runde Round of 32 | 2. Runde Round of 32 | Achtelfinale Round of 16 | Achtelfinale Round of 16 | Viertelfinale Quarter Final | Viertelfinale Quarter Final | Hoffnungsrunde Halbfinale Repechage | Hoffnungsrunde Halbfinale Repechage | Halbfinale    | Halbfinale    | Hoffnungsrunde Finale Bronze Medal | Hoffnungsrunde Finale Bronze Medal | Finale        | Finale        | Rang |
| Athleten    | Wettbewerb    | Gegner               | Ergebnis             | Gegner               | Ergebnis             | Gegner                   | Ergebnis                 | Gegner                      | Ergebnis                    | Gegner                              | Ergebnis                            | Gegner        | Ergebnis      | Gegner                             | Ergebnis                           | Gegner        | Ergebnis      | Rang |
| ----------- | ------------- | -------------------- | -------------------- | -------------------- | -------------------- | ------------------------ | ------------------------ | --------------------------- | --------------------------- | ----------------------------------- | ----------------------------------- | ------------- | ------------- | ---------------------------------- | ---------------------------------- | ------------- | ------------- | ---- |
| Herren      |               |                      |                      |                      |                      |                          |                          |                             |                             |                                     |                                     |               |               |                                    |                                    |               |               |      |
| Bito Maduro | Mittelgewicht | ausgeschieden        | ausgeschieden        | ausgeschieden        | ausgeschieden        | ausgeschieden            | ausgeschieden            | ausgeschieden               | ausgeschieden               | ausgeschieden                       | ausgeschieden                       | ausgeschieden | ausgeschieden | ausgeschieden                      | ausgeschieden                      | ausgeschieden | ausgeschieden | 19   |

### Leichtathletik
Laufen und Gehen 
| Athleten       | Wettbewerb | Vorlauf   | Vorlauf   | Viertelfinale | Viertelfinale | Halbfinale    | Halbfinale    | Finale        | Finale        | Rang |
| Athleten       | Wettbewerb | Zeit      | Rang      | Zeit          | Rang          | Zeit          | Rang          | Zeit          | Rang          | Rang |
| -------------- | ---------- | --------- | --------- | ------------- | ------------- | ------------- | ------------- | ------------- | ------------- | ---- |
| Damen          |            |           |           |               |               |               |               |               |               |      |
| Evelyn Farrell | 100 m      | 12,48 s   | 8         | ausgeschieden | ausgeschieden | ausgeschieden | ausgeschieden | ausgeschieden | ausgeschieden | -    |
| Evelyn Farrell | 200 m      | 25,74 s   | 8         | ausgeschieden | ausgeschieden | ausgeschieden | ausgeschieden | ausgeschieden | ausgeschieden | -    |
| Lia Melis      | Marathon   | 2:53:24 h | 2:53:24 h | 2:53:24 h     | 2:53:24 h     | 2:53:24 h     | 2:53:24 h     | 2:53:24 h     | 2:53:24 h     | 56   |

### Synchronschwimmen
| Athleten                    | Wettbewerb | Figuren | Figuren | Musikalische Routine | Musikalische Routine | Endstand      | Endstand      |
| Athleten                    | Wettbewerb | Punkte  | Rang    | Punkte               | Rang                 | Punkte        | Rang          |
| --------------------------- | ---------- | ------- | ------- | -------------------- | -------------------- | ------------- | ------------- |
| Roswitha Lopez              | Solo       | 70,483  | 45      | 80,20                | -                    | 150,683       | 18            |
| Yvette Thuis                | Solo       | 74,266  | 43      | ausgeschieden        | ausgeschieden        | ausgeschieden | ausgeschieden |
| Roswitha Lopez Yvette Thuis | Duett      | 70,483  | 15      | -                    | -                    | -             | 15            |

## Weblink
- Olympiamannschaft Arubas 1988 in der Datenbank von Sports-Reference (englisch; archiviert vom Original)